# Pöltingerhof

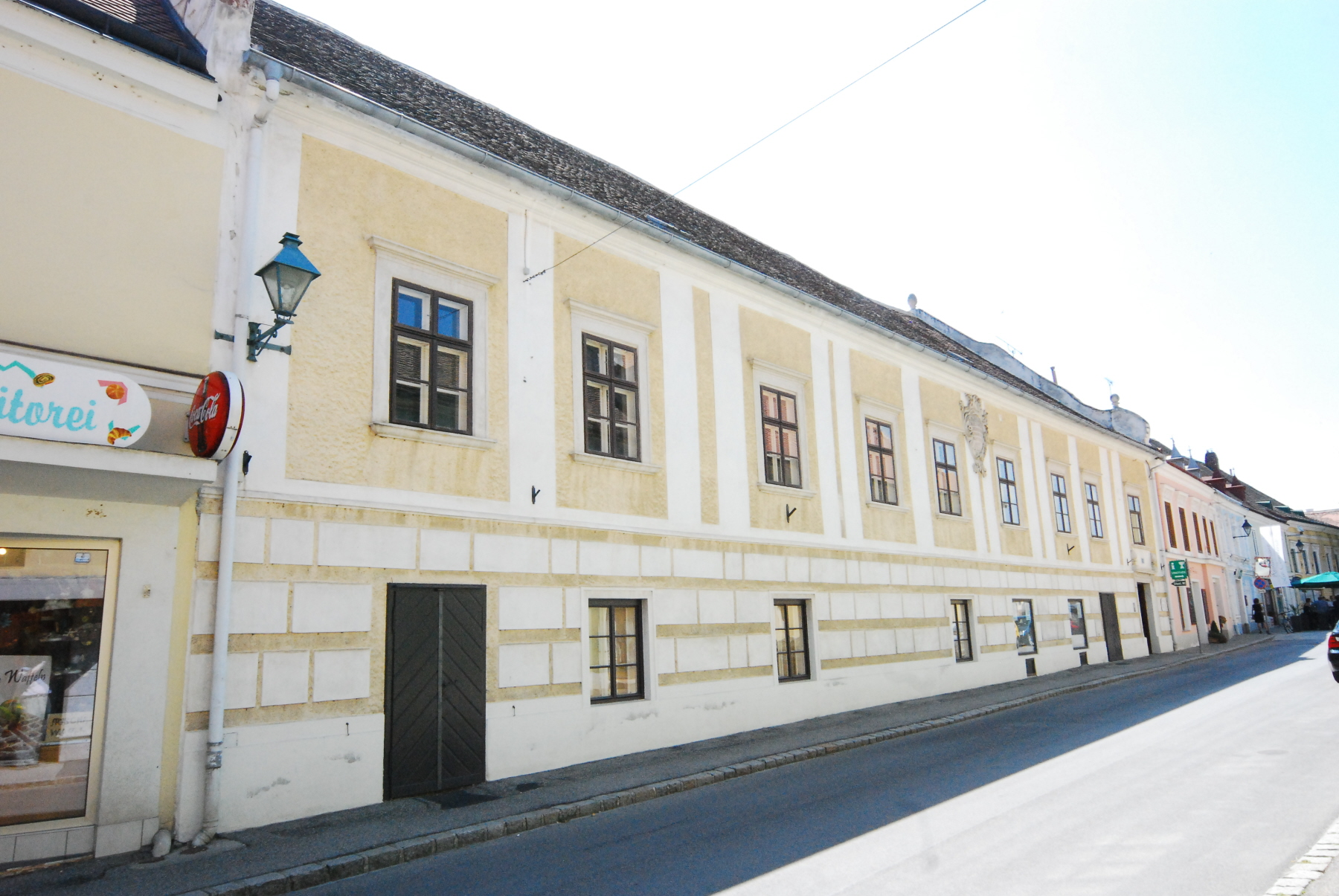
Pöltingerhof in Pulkau

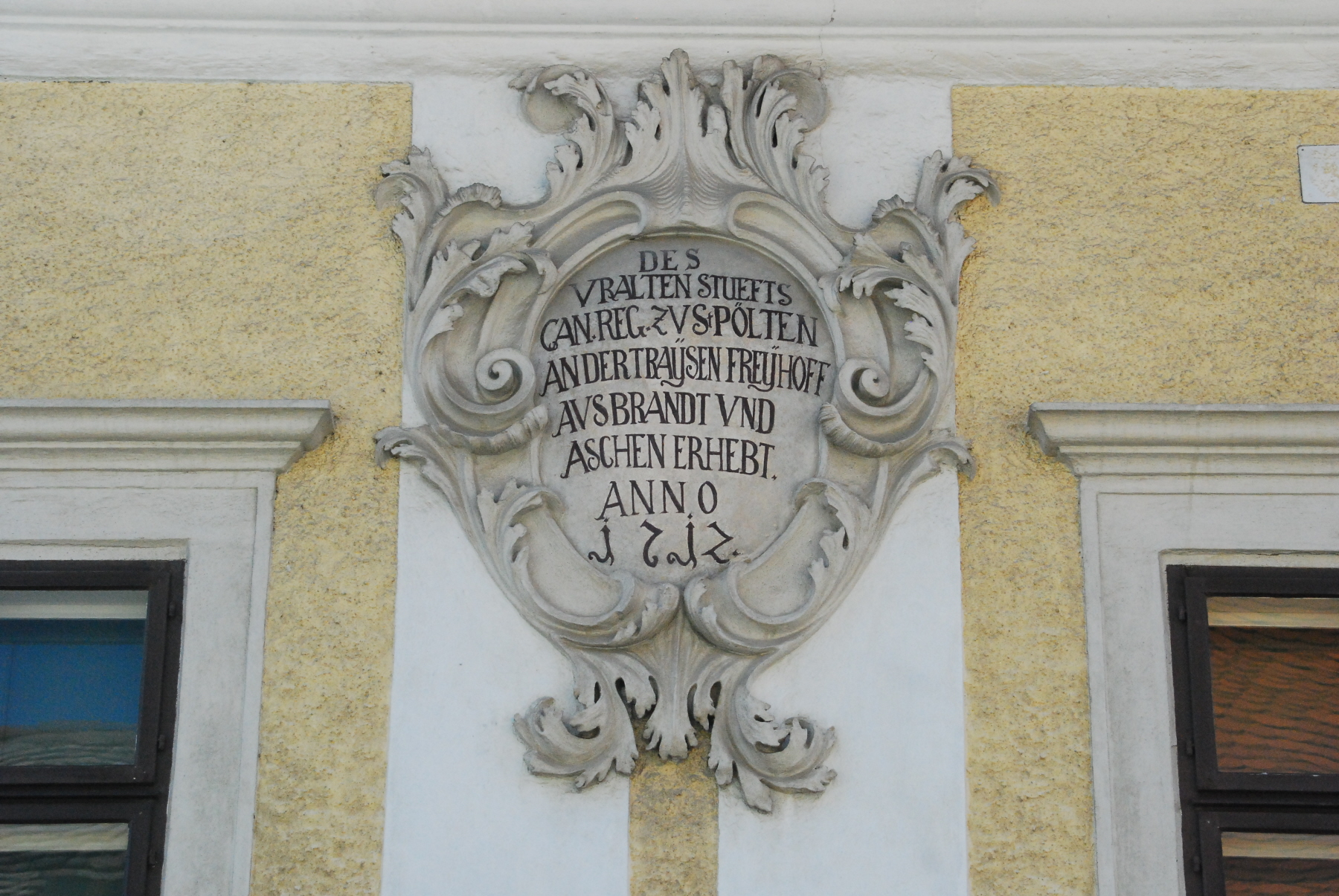
Wappenkartusche am Pöltingerhof

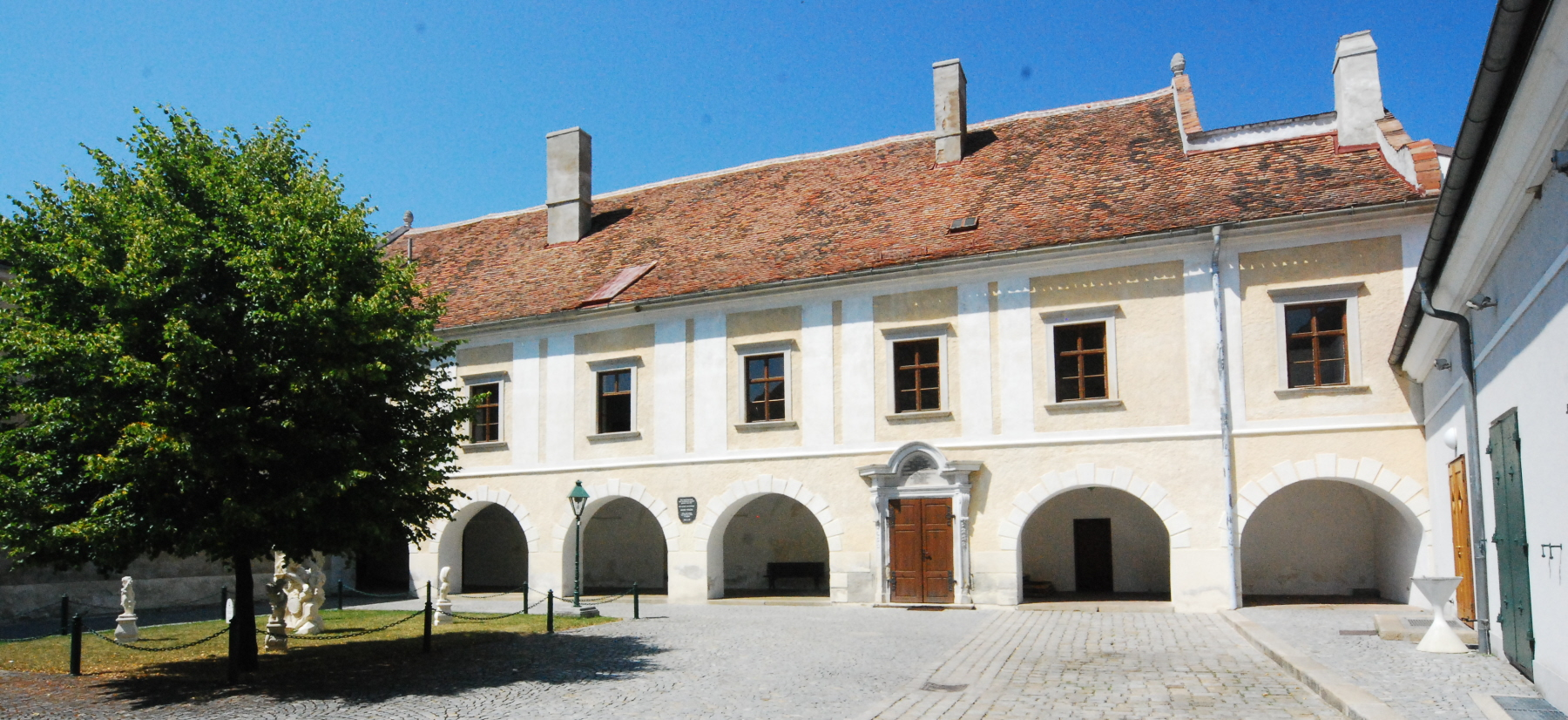
Hof des Pöltingerhofs

Der Pöltingerhof ist ein unter Denkmalschutz (Listeneintrag) stehendes Bauwerk in der Rathausgasse von Pulkau in Niederösterreich.

## Geschichte
Ursprünglich befand sich an der Ostseite der Rathausgasse zwischen Rathausplatz und Hauptplatz ein den zunächst in Altmelon und später in Sankt Bernhard bei Horn ansässigen Zisterzienserinnen gehörendes Stiftshaus. 1586 wurde dieses Kloster aufgelassen. Es diente Petrus de Pulkau, einem Lehrer an der Wiener Universität, als Wohnsitz.
Von den seit 1025 bei Pulkau begüterten und seit 1322 hier ansässigen Chorherren aus Sankt Pölten wurde das Kloster übernommen. Trotz der 1784 erfolgten Aufhebung des Chorherrnstifts in Sankt Pölten blieb der unterdessen als Pöltingerhof bezeichnete Bau, in dessen Nachbarschaft unterdessen ein Schüttkasten errichtet worden war, bis 1836 Eigentum der Chorherren. Bis 1846 folgte der k.k. Religionsfonds als Besitzer und anschließend bis 1856 Graf Karl von Strachwitz aus Retz. 1857 erwarb das Stift Göttweig den Gebäudekomplex, der 1859 von der Gemeinde Pulkau erworben wurde.
Auf der Reise von Prag nach Wien huldigten 1712 hier die niederösterreichischen Stände Kaiser Karl VI. nach dessen Krönung.
Heute wird der Pöltingerhof als Kulturzentrum genutzt.

### Kaserne
1808 fanden der Pöltingerhof, die Michaelskirche und der Schüttkasten des Pfarrhofs Verwendung als Spital, da unter den in Pulkau einquartierten österreichischen Soldaten Typhus ausbrach. Aus dieser Zeit stammt die heute kaum mehr gebrauchte Bezeichnung „Kaserne“ für den Pöltingerhof.

## Beschreibung
Der ehemalige Sankt Pöltner Stiftshof ist ein zweigeschoßiges Bauwerk mit Satteldach, der nach einem Brand im Jahr 1709 über dem aus dem 16. und 17. Jahrhundert stammenden Kernbau errichtet wurde. Die barocke Fassadengliederung wird Jakob Prandtauer zugeschrieben.
Die Hofseite verfügt im Erdgeschoß über einen gewölbten Arkadengang aus dem 17. Jahrhundert, der von gedrungenen Pfeilern gestützt wird. Das barocke Hofportal aus dem Anfang des 18. Jahrhunderts wurde mit einem profilierten und eingezogenen Rundbogen auf ausgestellten Volutenvorlagen gestaltet und wird Matthias Steinl zugeschrieben.
Im ersten Stock befinden Räume mit Stuckdecken mit floralem Dekor aus dem Anfang des 18. Jahrhunderts sowie das so genannte Kaiserzimmer, das ebenfalls mit Stuck dekoriert ist. Darunter befinden sich Reliefdarstellungen der Huldigung der Stände an Kaiser Karl VI. und Wappenkartusche mit dem Doppeladler.
An den Hof des Pöltingerhofs schließt der im 17. Jahrhundert erbaute und im vierten Viertel des 19. Jahrhunderts zu einem Amtsgebäude umgebaute ehemalige Schüttkasten an, der ebenso unter Denkmalschutz steht wie das im Hof befindliche Chronosfragment.